# Collegio uninominale Veneto 2 - 07 (2020)
Il collegio elettorale uninominale Veneto 2 - 07 è un collegio elettorale uninominale della Repubblica Italiana per l'elezione della Camera dei deputati.

## Territorio
Come previsto dalla legge n. 51 del 27 maggio 2019, il collegio è stato definito tramite decreto legislativo all'interno della circoscrizione Veneto 2.
È formato territorio di 57 comuni della provincia di Verona: Albaredo d'Adige, Angiari, Arcole, Bardolino, Belfiore, Bevilacqua, Bonavigo, Boschi Sant'Anna, Bovolone, Bussolengo, Buttapietra, Caldiero, Casaleone, Castagnaro, Castel d'Azzano, Castelnuovo del Garda, Cavaion Veronese, Cerea, Cologna Veneta, Concamarise, Costermano sul Garda, Erbè, Garda, Gazzo Veronese, Isola della Scala, Isola Rizza, Lazise, Legnago, Minerbe, Mozzecane, Nogara, Nogarole Rocca, Oppeano, Palù, Peschiera del Garda, Povegliano Veronese, Pressana, Ronco all'Adige, Roverchiara, Roveredo di Guà, Salizzole, San Giovanni Lupatoto, San Pietro di Morubio, Sanguinetto, Sommacampagna, Sona, Sorgà, Terrazzo, Torri del Benaco, Trevenzuolo, Valeggio sul Mincio, Veronella, Vigasio, Villa Bartolomea, Villafranca di Verona, Zevio e Zimella.
Il collegio è parte del collegio plurinominale Veneto 2 - 03.

## Eletti
| Elezione | Elezione | Deputato     | Partito           |
| -------- | -------- | ------------ | ----------------- |
|          | 2022     | Ciro Maschio | Fratelli d'Italia |

## Dati elettorali

### XIX legislatura
Come previsto dalla legge elettorale, 147 deputati sono eletti con sistema a maggioranza relativa in altrettanti collegi uninominali a turno unico.
| Candidati                                 | Candidati              | Voti    | %     | Liste                          | Voti    | %     |
| ----------------------------------------- | ---------------------- | ------- | ----- | ------------------------------ | ------- | ----- |
|                                           | Ciro Maschio ✔️ Eletto | 144 942 | 64,42 | Fratelli d'Italia              | 86 082  | 38,26 |
| Lega per Salvini Premier                  | Ciro Maschio ✔️ Eletto | 144 942 | 64,42 | 35 330                         | 15,70   |       |
| Forza Italia                              | Ciro Maschio ✔️ Eletto | 144 942 | 64,42 | 20 781                         | 9,24    |       |
| Noi moderati/Lupi - Toti - Brugnaro - UDC | Ciro Maschio ✔️ Eletto | 144 942 | 64,42 | 2 749                          | 1,22    |       |
|                                           | Federica Foglia        | 38 183  | 16,97 | Partito Democratico-IDP        | 26 479  | 11,77 |
| +Europa                                   | Federica Foglia        | 38 183  | 16,97 | 5 608                          | 2,49    |       |
| Alleanza Verdi e Sinistra                 | Federica Foglia        | 38 183  | 16,97 | 5 395                          | 2,40    |       |
| Impegno Civico - Centro Democratico       | Federica Foglia        | 38 183  | 16,97 | 701                            | 0,31    |       |
|                                           | Davide Bendinelli      | 16 489  | 7,33  | Azione - Italia Viva - Calenda | 16 489  | 7,33  |
|                                           | Antonietta Benedetti   | 12 513  | 5,56  | Movimento 5 Stelle             | 12 513  | 5,56  |
|                                           | Simone Brizzi          | 5 862   | 2,61  | Italexit                       | 5 862   | 2,61  |
|                                           | Annalisa Begali        | 2 919   | 1,30  | Vita                           | 2 919   | 1,30  |
|                                           | Luigi D'Agosto         | 2 311   | 1,03  | Italia Sovrana e Popolare      | 2 311   | 1,03  |
|                                           | Giuseppe Quaini        | 1 763   | 0,78  | Unione Popolare                | 1 763   | 0,78  |
| Totale                                    | Totale                 | 224 982 | 100   |                                | 224 982 | 100   |
|                                           |                        |         |       |                                |         |       |
| Voti non validi                           | Voti non validi        | 8 331   | 3,57  |                                |         |       |
| Votanti                                   | Votanti                | 233 313 | 69,92 |                                |         |       |
| Elettori                                  | Elettori               | 333 695 |       |                                |         |       |